# Eduard Schnitzer
Eduard Carl Oscar Theodor Schnitzer (28. března 1840 – 23. října 1892), známý jako Mehmed Emin paša, byl slezský cestovatel, badatel, lékař a dobrodruh. Od roku 1878 byl guvernérem súdánské provincie Equatoria.

## Mládí
Schnitzer se narodil ve slezském Opolí jako syn židovského obchodníka. Po otcově smrti v roce 1842 se s matkou přestěhoval do Nisy, kde absolvoval Kolegium Carolinum Neisse. Poté studoval medicínu v Vratislavi, Berlíně a Královci. Ve Vratislavi se stal členem studentského sdružení Breslauer Burschenschaft Arminia.

## Působení v Osmanské říši
Po dokončení studia se Schnitzer vydal do Turecka. V Antivari (dnešní Bar v Albánii) se stal přístavním a obvodním lékařem. Jako vojenský lékař se podílel na expedici do Sýrie a Arábie. Naučil se zde několik jazyků – albánštinu, turečtinu, arabštinu a perštinu. V roce 1871 doprovázel guvernéra Ismaila Hakkiho pašu do Trapezuntu, Erzurumu a nakonec do exilu. Po Ismailově návratu do úřadu jej následoval do Janiny, kde zůstal až do guvernérovy smrti v roce 1873.

## Působení v Africe
Poté se Schnitzer oženil s vdovou po Ismailovi, ženou řeckého původu, a odstěhoval se s ní a jejími dětmi zpět do Nisy. V září 1875 se vypravil do Egypta a v roce 1876 se na žádost Charlese George Gordona paši, guvernéra súdánské provincie Equatoria, stal vrchním equatorijským lékařem. Přijal jméno Mehmed Emin, avšak není jisté, zda konvertoval k islámu. Sbíral nejrůznější rostliny a živočichy, z nichž mnoho věnoval evropským muzeím. Diplomatická mise do Bugandy a Bunyora (dvou významných království na území dnešní Ugandy), na niž Gordon paša Schnitzera vyslal, se setkala s úspěchem, mj. díky Schnitzerovu skromnému vystupování a skvělým znalostem jazyka Luganda. Mehmed Emin efendi navštívil jezero Ukerewe, prozkoumal Somerset a podnikl cestu z Lada přes Dusile, Magungo, Masinsi, Mruli, řeku Kafur a Unyoro do Rubaghy. V roce 1878 ho egyptský místokrál jmenoval guvernérem Equatorie a daroval mu titul bej. Poté se Schnitzer vypravil z Rubaghy k jezeru Ukerewe a přes Mruli a Fauveru zpět do Magunga. V Unyoru zjistil, že Beatricin záliv (objevený Henrym Mortonem Stanleym) nepatří navzdory Stanleyho domněnce k jezeru Mwuta Nzige (Edwardovu jezeru), nýbrž je samostatným jezerem – Lake George. V roce 1879 se vydal na neprozkoumaný západní břeh jezera Mwuta Nzige (Edwardova jezera) a o rok později navštívil Makraku. V roce 1881 byly k jeho provincii připojeny oblasti Rohl a Amadi, část území Niam-Niam a celé Monbuttu. Téhož roku vypuklo na severu Mahdího povstání a Equatoria byla odříznuta od okolního světa. V roce 1884 se Karam Allah vypravil dobýt Equatorii. Mehmed Emin bej se rozhodl zůstat v provincii. Na pomoc se mu vypravil Henry Morton Stanley a chystaly se i další záchranné expedice (např. z USA či Německa, kterou organizoval Carl Peters), avšak ukázalo se, že Emin, mezitím jmenovaný pašou, se nenachází v ohrožení.
Poté chtěl Schnitzer pokračovat ve svých cestách po Africe, a to ve službách Německé východoafrické společnosti (spolu s Franzem Stuhlmannem), avšak byl v Kineně zavražděn dvěma Araby, pravděpodobně obchodníky s otroky. Ferida, jeho šestiletá dcera z druhého manželství, byla poté zajata a prodána do otroctví.